# 伊藤昌弘 (政治家)
伊藤 昌弘（いとう まさひろ、1927年〈昭和2年〉10月27日 - 2011年〈平成23年〉6月5日）は、日本の政治家。民社党衆議院議員（1期）。薬剤師。

## 経歴
東京市本所区（現在の東京都墨田区）出身。1948年千葉医科大学附属薬学専門部卒業。1959年から墨田区議を2期、1969年から東京都議を2期（自民党）務めた。
1976年の総選挙で東京6区から無所属で立候補するが落選。1979年と1980年に民社党から衆議院議員総選挙に続けて立候補するも落選。1983年の総選挙で初当選。1986年に落選。1990年と1993年（無所属）の総選挙に立候補するが落選。1995年と1999年の墨田区長選に立候補するが落選。2001年の都議選にも立候補したが落選した。
国会議員時代は野党である民社党に属したが、反ソビエト連邦・反共産主義の保守派であった。1985年3月6日の衆議院予算委員会では、前年8月に放映されたNHK特集「核戦争後の地球」を「非科学的」「情報の出所はソ連圏で、反米親ソの偏向放送」と非難し、「今流行の間違った反核、反戦運動の先頭に立つようなことをなさるのか」と質問をおこなったが、当時NHK副会長だった田中武志は「カナダ、フランスあるいはスウェーデン等々の放送機関による合意に基づく国際共同制作」「核の冬についてはアメリカ国防総省も気象変化による影響を表現した報告書を議会に提出している」とかわした。
2011年6月5日、肺炎のため、死去した。83歳没。

## 著書
- 『赤い電波 - モスクワ放送ゑんま帳』山手書房（森本真章との共著） 1985年